# Pelecotheca biseta
Pelecotheca biseta är en tvåvingeart som först beskrevs av Arnaud 1963.  Pelecotheca biseta ingår i släktet Pelecotheca och familjen parasitflugor. Inga underarter finns listade i Catalogue of Life. Arten förekommer i Brasilien.